# Ивана Вуковић
Ивана Вуковић (Крагујевац, 25. јануар 1987) српска је глумица.

## Биографија
Ивана Вуковић је рођена у Крагујевцу, где је завршила основну и средњу музичку школу, а упоредо са тим похађала и драмски студио Славице Урошевић Слаје. Године 2006. уписала је глуму на Академији уметности у Новом Саду, у класи професорке Јасне Ђуричић и асистенткиње Сање Ристић Крајнов. У истој класи студирали су још и Драгана Дабовић, Милица Јаневски, Милица Трифуновић, Тијана Марковић, Филип Ђурић, Младен Совиљ... Дипломирала је 2010. године са улогом Љубов Андрејевне у представи Вишњик (А. П. Чехов), коју су режирали Јасна Ђуричић и Борис Исаковић.
Пракса Ђуричићеве је била да на испите својих студената зове и редитеље, те су на тај начин Ивана Вуковић и Драгана Дабовић на крају друге године студија добиле улоге у ТВ серији На терапији, коју је режирао Марко Ђилас. Улога ћерке Милице у овој серији била је Вуковићевој и први телевизијски глумачки ангажман.

### Приватни живот
Удата је за Стефана Трифуновића, који је такође глумац. Имају сина Вука.

## Улоге

### Позоришне представе
| Наслов                              | Улога                | Редитељ                        | Позориште                         | Премијера         |
| ----------------------------------- | -------------------- | ------------------------------ | --------------------------------- | ----------------- |
| Није смрт бицикло (да ти га украду) | Дебела               | Слободан Унковски              | Југословенско драмско позориште   | 17. јун 2011.     |
| Галеб                               | Марија Илинићна Маша | Томи Јанежич                   | Српско народно позориште          | 26. октобар 2012. |
| Ђакон                               | Ана Недић            | Ана Ђорђевић                   | Српско народно позориште          | 13. април 2013.   |
| Опера за три гроша                  | —                    | Томи Јанежич                   | Српско народно позориште          | 2. октобар 2014.  |
| Смрт Ивана Иљича                    | —                    | Томи Јанежич                   | Српско народно позориште          | 27. фебруар 2015. |
| Ај, Кармела                         | Кармела              | Ивана Вуковић, Димитрије Динић | Савез драмских уметника Војводине | 10. мај 2015.     |
| Детроит                             | Мери                 | Олег Новковић                  | Атеље 212                         | 9. фебруар 2017.  |

### Филмографија
| Год.       | Назив                          | Улога          | Напомена                              |
| ---------- | ------------------------------ | -------------- | ------------------------------------- |
| 2000-е     |                                |                |                                       |
| 2009.      | На терапији                    | Милица         | ТВ серија, 5 еп.                      |
| 2010-е     |                                |                |                                       |
| 2011.      | Сестре                         | Марија Радић   | ТВ филм                               |
| 2012.      | На другој обали                | Ана            | кратки филм                           |
| 2013.      | С/Кидање                       | Сања           |                                       |
| 2014.      | Ових дана                      | Ивана          | кратки филм                           |
| 2016.      | Транзиција                     | Јана           | кратки филм                           |
| 2016.      | Ујед пчеле у Великим Пчелицама | Невена Нец     | кратки филм; такође и косценаристкиња |
| 2016.      | Анђела                         |                |                                       |
| 2016.      | Парализа                       | Љиља           | кратки филм                           |
| 2018.      | Ти имаш ноћ                    | Сања           |                                       |
| 2019.      | Пет                            | Лидија         | ТВ серија, 2 еп.                      |
| 2019.      | Мој јутарњи смех               | Каћа           |                                       |
| 2020-е     |                                |                |                                       |
| 2020.      | Мочвара                        | Мирна Милинчић | ТВ серија, 3 еп.                      |
| 2020.      | Жив човек                      | Јасна          |                                       |
| 2020—2023. | 12 речи                        | Сара Поповић   | ТВ серија, главна улога               |
| 2020—2023. | Ургентни центар                | болничарка Ива | ТВ серија, 45 еп.                     |
| 2021.      | Келти                          | учитељица      |                                       |
| 2021.      | Кљун                           | Соња Кљун      | ТВ серија, главна улога               |
| 2021.      | Најкраћи дан                   | Марта          | кратки филм                           |
| 2021.      | У загрљају Црне руке           | —              | ТВ серија, 1 еп.                      |
| 2022.      | Да ли сте видели ову жену?     | Мила           |                                       |
| 2023.      | Муње: Опет!                    | Ема            |                                       |
| 2023.      | Посета                         | Бојана         | ТВ серија                             |
| 2024.      | За данас толико                | Вишња Шаренац  |                                       |
| у припреми | Звечарке                       | Нађа           |                                       |
| у припреми | Мароко                         | Хана           | кратки филм                           |

## Награде
| Година | Награда                                                            | Улога         | Остварење        | Изв.   |
| ------ | ------------------------------------------------------------------ | ------------- | ---------------- | ------ |
| 2011.  | Награда Царица Теодора                                             | Марија        | Сестре           | [ 13 ] |
| 2015.  | Награда Златна интерпретација за најбољу женску улогу (Башта фест) | —             | Ових дана        | [ 14 ] |
| 2017.  | Награда Златна интерпретација за најбољу женску улогу (Башта фест) | Јана          | Транзиција       | [ 14 ] |
| 2020.  | Награда Царица Теодора                                             | Каћа          | Мој јутарњи смех | [ 15 ] |
| 2022.  | Награда Срце Сарајева за најбољу глумицу у драмској серији         | Соња Кљун     | Кљун             | [ 16 ] |
| 2024.  | Награда ФЕСТ-а за најбољу женску улогу                             | Вишња Шаренац | За данас толико  | [ 17 ] |
| 2024.  | Награда Филмских сусрета за најбољу женску епизодну улогу          | Вишња Шаренац | За данас толико  | [ 18 ] |
| 2024.  | Награда Валтер феста за најбољу глумицу                            | Вишња Шаренац | За данас толико  | [ 19 ] |